# Li Kuang-su
Li Kuang-su (čínsky pchin-jinem Li Guangsu, znaky: 李广苏, *červenec 1987) je čínský vojenský pilot a kosmonaut, 617. člověk ve vesmíru. Během svého prvního kosmického letu pobýval 6 měsíců na Vesmírné stanici Tchien-kung, kam ho v dubnu 2024 dopravila kosmická loď Šen-čou 18.

## Vzdělání a vojenská kariéra
Narodil se v červenci 1987 ve vesnici Wang-meng-čuang v okrese Pchej-sien, provincie Ťiang-su.
V roce 2005 se přihlásil do náboru do náboru budoucích pilotů, v září 2006 narukoval do armády a nastoupil na univerzitu letectva Čínské lidové osvobozenecké armády.
Později stal zástupcem kapitána letecké brigády a byl hodnocen jako prvotřídní pilot

## Kosmonaut
V roce 2018 se zúčastnil výběru čínských kosmonautů. V říjnu 2020 byl vybrán do jejich 3. skupiny třetí a zapojil se do základního výcviku.

### 1. kosmický let
Agentura CMSA zveřejnila 24. dubna 2024 – den před plánovaným startem kosmické lodi Šen-čou 18 – složení její posádky, nominované k půlročnímu pobytu na Vesmírné stanici Tchen-kung (TSS). Vedle Kuang-sua v roli systémového operátora ji tvořili velitel Jie Kuang-fu a operátor Li Cchung. Trojice odstartovala 25. dubna 2024 ve 12:59:00 UTC a ke stanici se připojila téhož dne v 19:32 UTC.
Když po několika dnech původní posádka odletěla zpět na Zemi, stali se nově příchozí již 7. dlouhodobou posádkou TSS. Během mise měli provést asi 90 vědeckých experimentů a výzkumů v oblastech základní fyziky mikrogravitace, vědy o vesmírných materiálech, vesmírné vědy o životě, leteckého lékařství a letecké technologie. Zajišťovali také údržbu stanice včetně 2 výstupů do volného vesmíru. Svůj vůbec první výstup do volného prostoru podnikl 28. května 2024 mezi 02:35 a 10:58 UTC. Spolu s velitelem Jie Kuang-fu během 8 hodin a 23 minut mimo jiné instalovali zařízení na ochranu před kosmickým odpadem.
Na Zemi se Li s oběma kolegy vrátil 3. listopadu 2024, když dosedli se svou lodí v přistávací oblasti Dongfeng v čínské provincii Vnitřní Mongolsko